# ۳۸ دلو
۳۸ دلو یک ستاره است که در صورت فلکی دلو قرار دارد.